# Lánchídi csata

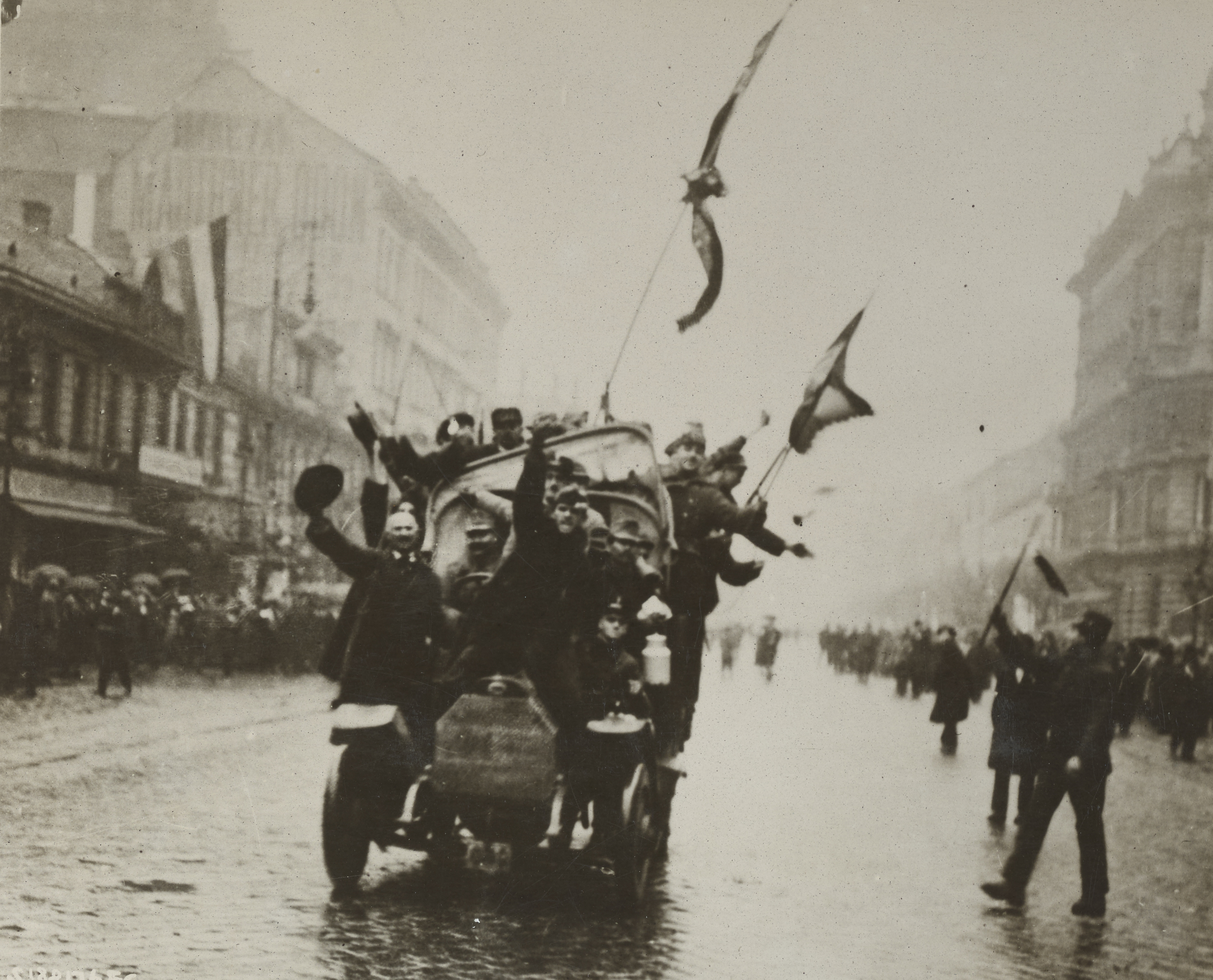
Forradalmárokat szállító autó a budapesti utcán 1918 októberében

Lánchídi csata néven az 1918. október 28-i tüntetést értjük, amelynek során a Károlyi vezette Függetlenségi és Negyvennyolcas Párt Gizella téri központja előtt összegyűlt néhány ezres tömeg az esti órákban elindult a Budai Várnegyed felé, hogy József főherceggel ismertessék a Magyar Nemzeti Tanács követeléseit, és megmutassák támogatásukat a tanács elnökének, Károlyi Mihálynak miniszterelnökké való kinevezéséhez, de a Lánchíd pesti hídfőjénél a karhatalom feltartóztatta őket, és a csendőrök a tömegbe lőttek.

## Előzmények

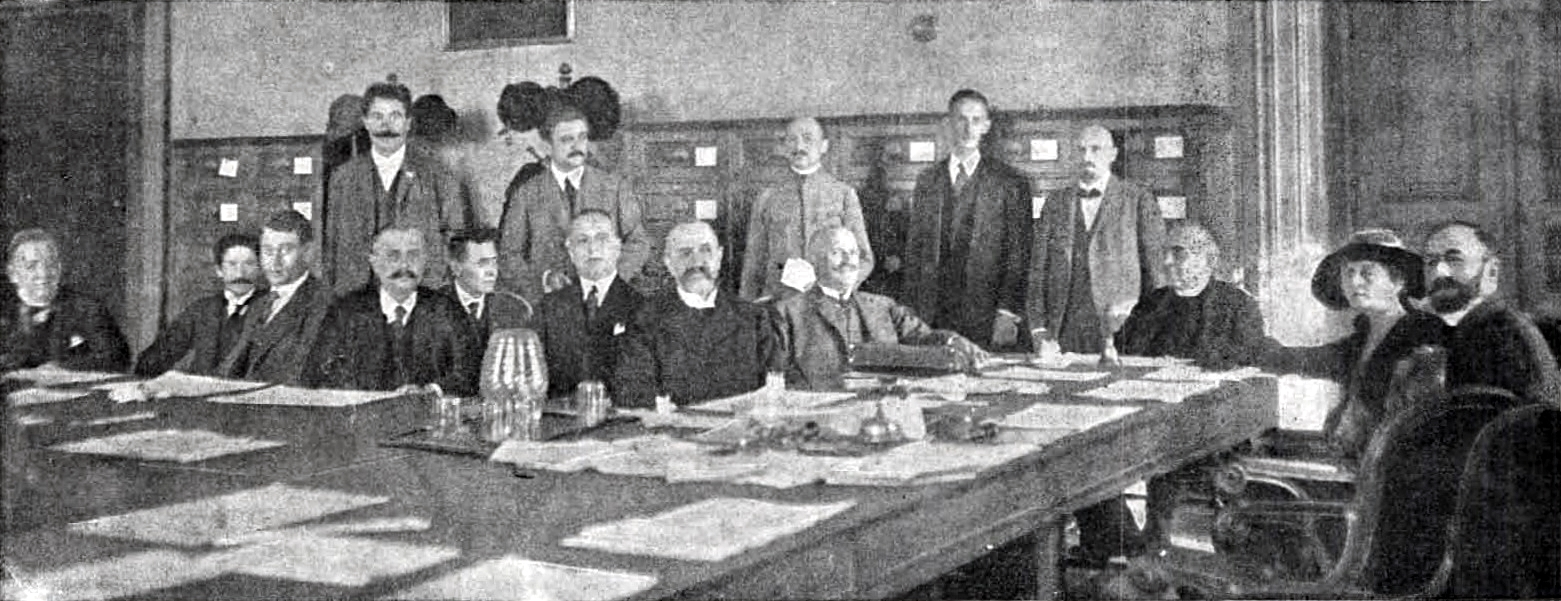
A kibővített Magyar Nemzeti Tanács egyes tagjai 1918. november elején, a Parlament épületében

1918. október 16-án IV. Károly osztrák császár ún. „Völkermanifest” kiáltványában bejelentette szándékát, hogy Ausztria szövetségi köztársasággá alakuljon át és felszólította a különböző nemzeti közösségeket saját nemzeti tanácsaik megalakítására. Tisza István magyar miniszterelnök 1918. október 17-én drámai hangú parlamenti beszédében elismerte a háborús vereséget: „Én nem akarok semmiféle szemfényvesztő játékot űzni a szavakkal. Én elismerem azt, amit gróf Károlyi Mihály tisztelt képviselő úr tegnap mondott, hogy ezt a háborút elvesztettük. […] keresnünk  kell a békét olyan feltételekkel, amelyeket ilyen viszonyok között ellenségeink elfogadnak.”  Ezeknek az eseményeknek robbanásszerű demoralizáló hatása volt a hátországban és a fronton még harcoló katonai alakulatok között is. Wekerle Sándor miniszterelnök október 23-án lemondott, Károlyi Mihály elnökletével október 24-én megalakult ellenkormányként a Magyar Nemzeti Tanács, majd kiadott egy 12 pontos kiáltványt. A Magyar Nemzeti Tanács október 27-én közel százezres nagygyűlést tartott az Országház téren. Másnap este, október 28-án ülést tartottak a további lehetőségeket mérlegelve.

## A csata lefolyása
Az eseményekre reagálva október 28-án Budapest utcáit elözönlötték a tüntetők, radikális változást követeltek és az Astoriához, a Nemzeti Tanács ideiglenes székhelyéhez vonultak Károlyit éltetve. A tömeghez Garbai Sándor (MSZDP) szólt ismertetve a tanács határozatait, majd Károlyi is beszélt, de őérte közben József főherceg autót küldetett, hogy a Várban megbeszélést tartsanak.
Este tízezres tömeg indult el a Gizella térről, Károlyi pártirodájától Fényes László képviselő, Buza Barna és Friedrich István párttagok vezetésével a Lánchíd felé, hogy a Várba menjenek. A tömeg Károlyi Mihály miniszterelnöki kinevezését akarta elérni Habsburg Józseftől, aki éppen Károlyival tárgyalt. A menetet a Lánchídnál katonákból, rendőrökből és csendőrökből álló, többszörös kordon állította meg. A tüntetőket a Széchenyi lánchíd felé vezető utcákon felállított katonák átengedték, azonban a hidat védő karhatalom ellenállt. A lovasrendőrök a tömeg közé ugrattak, kardlapoztak, végül a hídfőnél álló csendőrök sortüzet adtak le. Az esemény tulajdonképpen nem volt csata, de így terjedt el a neve.
Az oszlatás mérlege: 3 halott (Riesner István 28 éves bádogos, Kreszmerics Sándor Ganz gyári vasöntő és egy Krisztics Bogdán nevű munkás), több mint ötven sebesült (köztük dr. Rollenstein Antal ügyvéd). Több sebesültet a Lánchíd pesti hídfőjénél található szállodák előcsarnokába vittek. Az emberi életeket is kioltó véres dráma híre bejárta a várost és dühödt haragot váltott ki az emberekből, ami még jobban felizzította a szenvedélyeket. 
Másnap október 29-én a tömeg ismét tízezresre duzzadt, és a katonaság már nem mert beavatkozni.  Az őszirózsás forradalom egyfajta nyitányának is tekinthető, hiszen amikor aznap mégsem Károlyit nevezte ki József főherceg miniszterelnöknek (hanem Hadik Jánost), az már belobbantotta a forradalmi eseményeket.

## A fogalom aktualizálása
Az 1986. március 15-ei budapesti ellenzéki tüntetés szétoszlatására alkalmazott rendőri intézkedés-sorozat a köznyelvben és a sajtóban szintén a „lánchídi csata” nevet kapta.